# Franz Krumm
Franz Krumm (* 16. Oktober 1909; † 9. März 1943 Litish bei Komaritschi, Russische SFSR, Sowjetunion) war ein deutscher Fußballspieler, der mit dem FC Bayern München 1932 die deutsche Meisterschaft gewann und von 1932 bis 1933 zwei Länderspiele für die A-Nationalmannschaft absolvierte.

## Karriere

### Vereine
Krumm übte das Fußballspielen in den Anfangsjahren seiner Karriere beim unterklassigen FC Vorwärts München aus. Zur Saison 1930/31 wechselte der Halbstürmer zum FC Bayern München, welcher seinerzeit in der regional höchsten Spielklasse, der Bezirksliga Bayern – Gruppe Südbayern, spielte. Gruppengegner der Münchener waren SV München 1860, SSV Schwaben Augsburg, SB Jahn Regensburg, FC Wacker München, FC Teutonia München, VfB Ingolstadt-Ringsee und DSV München. Der schusskräftige und mannschaftsdienliche „Dribbelkünstler“ bildete mit seinem „Spezi“ Josef Bergmaier beim FC Bayern München einen gefürchteten rechten Flügel. Als mit Mittelstürmer Oskar Rohr im Jahr 1931 aus Mannheim auch noch ein ausgewiesener Torjäger zum Team von Trainer Richard Kohn gekommen war, war der Verein um Präsident Kurt Landauer zu einem deutschen Spitzenclub gereift. Krumm gewann mit seinen Mitspielern in den Jahren 1931 bis 1933 dreimal in Folge die südbayerische Meisterschaft. In der erfolgreichsten Saison 1931/32 gewann er mit den „Rothosen“ alle vier Spiele um die Südbayerische wie auch um die süddeutsche Meisterschaft gegen die „Löwen“ vom SV 1860 München. Das Finale um die süddeutsche Meisterschaft am 1. Mai 1932 in Stuttgart gegen den Nordwestmeister Eintracht Frankfurt wurde in der 80. Spielminute beim Stand von 2:0 für die Eintracht abgebrochen, da aufgebrachte Bayern-Fans das Spielfeld erstürmt hatten. Da beide Teams für die Endrunde um die deutsche Fußballmeisterschaft qualifiziert waren, verzichtete der FCB auf eine Neuansetzung.
Im Endspiel um die Meisterschaft am 12. Juni 1932 gegen Eintracht Frankfurt im Städtischen Stadion in Nürnberg – der FCB hatte sich zuvor gegen Minerva 93 Berlin (4:2-Sieg; zwei Tore jeweils von Krumm und Rohr), PSV Chemnitz (3:2) und im Halbfinale gegen den 1. FC Nürnberg mit 2:0 Toren durchgesetzt –, fiel schließlich in der 75. Minute die Entscheidung: Auf der rechten Angriffsseite setzte sich Krumm gegen zwei Frankfurter durch, drehte nach innen und schoss den Ball an die Innenkante des rechten Torpfostens, von wo aus das Leder ins Netz sprang. Mit Bergmaier, Krumm, Rohr, Schmid und Welker besaßen die Bayern in dieser Saison wohl den besten Sturm im deutschen Fußball. Der „Kicker“ erklärte das vermeintliche Geheimnis des Bayern-Sieges mit folgender Analyse: „Kein System mit immer den gleichen Mitteln, immer den gleichen Stellungen. Wenn Rohr und Schmid II oder Bergmaier den Ball hatten, dann wusste kein Gegner, was kam, und keiner der Kameraden wusste, was folgt: aber alle stellten sich so, dass sie in erfolgversprechender Position den Ball aufnehmen konnten. Und wenn einer seinen Pass gemacht hatte, dann blieb er nicht stehen, sondern suchte sich sofort einen neuen Platz aus. Mit dieser Spielweise erzwangen die Bayern in den ersten 30 Minuten der zweiten Hälfte eine drückende Überlegenheit.“ Trainer Richard Kohn wurde ein erheblicher Anteil an dem Erfolg zugeschrieben. Im Zentrum seiner Übungseinheiten stand die Ballkontrolle auf engstem Raum und unter gegnerischem Druck. „Dombi“, wie der Trainer genannt wurde: „Vor allem kommt es darauf an, das Training mit dem Ball dem Spiel im Wettkampf anzupassen. Ich lasse nur in Bedrängnis köpfen oder stoppen, wie es eben während eines ernsten Spiels der Fall ist. Es gibt Spieler, die einwandfreie Ballbeherrschung besitzen, solange sie nicht angegriffen werden. Beim Wettkampf versagen sie dann meist trotz allen technischen Könnens.“ Diese Art der Trainingsgestaltung kam auch dem instinktsicheren Dribbler Franz „Fasa“ Krumm entgegen. Die damalige Spielweise des FCB wird mit Begriffen „flüssig“ und „geschmeidig“ charakterisiert, ein Spielstil, der sich an die Merkmale des „Donaufußballs“ aus den Metropolen Budapest, Wien und Prag anlehnte, wo der schottische Flachpass integriert war, aber auch der Individualismus seinen Platz hatte und eine gewisse Eleganz und Leichtigkeit zum Spiel gehörte. Der stets zurückhaltend und bescheiden auftretende Blondschopf hatte in der Endrunde 1932 alle vier Spiele mit dem FCB bestritten und drei Tore erzielt.
Sicherlich trugen auch die internationalen Begegnungen dazu bei, dass der FC Bayern München vor dem ersten Meistertitel und unmittelbar danach, auch über die Grenzen des DFB hinaus eine beachtliche Leistung abrufen konnte. Spiele gegen Racing Club de Paris (5:2), Birmingham FC (1:3), Vienna Wien (2:3), Chelsea FC London (1:2), Boldklubben Kopenhagen (6:1), Ferencvaros Budapest (3:2) und Slavia Prag am 26. August 1934 (3:3) mit den amtierenden Vizeweltmeistern Planicka, Svoboda, Sobotka und Puc standen von 1930 bis 1934 auf dem Programm. Die Machtergreifung der Nazis bedeutete für den bürgerlichen FCB einen härteren Schlag als für so manchen ehemals „roten“ Arbeiterverein – vor allem, weil der Klub in Münchens Öffentlichkeit als „Juden-Klub“ firmierte.
Bis Saisonende 1937/38 war Krumm beim FC Bayern noch in der Gauliga Bayern aktiv. Die besten Platzierungen waren dritte Ränge in den Jahren 1934, 1936 und 1937. Zum Einzug in die Endrunde um deutsche Meisterschaft reichte es nicht mehr. Im September 1938 wechselte er gemeinsam mit seinem Freund Bergmaier zum Lokalrivalen TSV 1860 München, wo Bergmaier aber lediglich noch bei den „Alten Herren“ spielte. Krumm gehörte 1938/39 der „Löwen-Elf“ an, welche mit einem Punkt Rückstand hinter Meister FC Schweinfurt 05 (mit den Leistungsträgern Albin Kitzinger und Andreas Kupfer) die Vizemeisterschaft erreichte. Er war auch in beiden Derbys gegen den FCB im November 1938 (0:0) und Februar 1939 (2:3) an der Seite von Mitspielern wie Franz Schmeiser, Engelbert Schmidhuber, Ludwig Janda und Georg Pledl im Einsatz.
Ab der ersten Kriegssaison 1939/40 spielte er wieder für die Bayern. Einsätze von Krumm mit dem FC Bayern München sind laut dem Derby-Buch bis einschließlich der Saison 1940/41 belegt.

### Auswahl-/Nationalmannschaft
Krumm debütierte am 25. September 1932 in der A-Nationalmannschaft, die in Nürnberg die Auswahl Schwedens mit 4:3 bezwang. Beim Erfolg der DFB-Elf unter Bundestrainer Otto Nerz erzielte er auf Halbrechts neben „Spezi“ Bergmaier auf Rechtsaußen sein einziges Länderspieltor; Bayernmittelstürmer „Ossi“ Rohr zeichnete sich als zweifacher Torschütze aus. Sein zweites und zugleich letztes Länderspiel absolvierte Krumm am 1. Januar 1933 in Bologna bei einer 1:3-Niederlage gegen die von Giuseppe Meazza angeführte Auswahl Italiens. Er bildete dabei mit Bayern-Mitspieler Bergmaier den rechten Flügel und Mittelstürmer Rohr erzielte den Ehrentreffer. Vom 7. bis 19. Mai 1934 nahm Krumm am Weltmeisterschaftslehrgang des DFB teil, Aufnahme in den WM-Kader fand er aber nicht.
Den Gauauswahlwettbewerb um den Adolf-Hitler-Pokal 1933 gewann er mit der Gauauswahl Bayern am 6. August 1933 in München, mit 6:1 im Wiederholungsspiel gegen die Gauauswahl Berlin-Brandenburg (mit Spielern wie Hans Appel, Heinz Emmerich, Hans Brunke, Johannes Sobeck, Willi Kirsei). Er erzielte ein Tor, obwohl Bergmaier, Rohr, Ludwig Lachner und Georg Frank stürmten.

## Sonstiges
Krumm fiel als Soldat der Wehrmacht im Zweiten Weltkrieg an der Ostfront – wie sein gleichaltriger Vereinsmitspieler und Freund Josef Bergmaier.